# Seven Sisters (universitats)
Les Seven Sisters són un grup d'universitats femenines estatunidenques creat el 1927 per promoure l'educació de les dones. Els membres són entre les primeres universitats femenines creades als Estats Units, fundades entre 1837 i 1889, per proporcionar oportunitats educatives per a les dones iguals a les disponibles per als homes. Les Seven Sisters són:
- Barnard College (Nova York, Nova York) al costat de la Universitat de Colúmbia;
- Bryn Mawr College (Bryn Mawr, Pennsilvània);
- Mount Holyoke College (South Hadley, Massachusetts);
- Radcliffe College (Cambridge, Massachusetts);
- Smith College (Northampton, Massachusetts);
- Vassar College (Poughkeepsie, Nova York);
- Wellesley College (Wellesley, Massachusetts);

Aquest grup es va originar el 1915, quan el Mount Holyoke College, el Vassar College, l'Smith College i el Wellesley College van realitzar una conferència per discutir les estratègies de recaptació de fons. Aquesta històrica reunió va donar lloc a trobades addicionals durant la propera dècada, al Bryn Mawr College, el Barnard College, i el Radcliffe College. El 1927 aquestes set universitats d'elit eren conegudes com les Set Germanes (Seven Sisters) i amb els anys han seguit reunint-se per discutir assumptes d'interès comú, com els objectius institucionals, admissions, ajuda financera, i qüestions curriculars.
El nom de "Set Germanes" té els seus orígens en la mitologia grega. Es refereix les set filles d'Atles i Plèione que, segons la mitologia, van ser transformades en estels. Les filles (Alcíone, Astèrope, Celeno, Electra, Maia, Mèrope i Taígete) es coneixen com Les Set Germanes. En el camp de l'astronomia així es designa a Plèiades, un cúmul d'estels a la constel·lació de Taure.
Dues de les Seven Sisters, Mount Holyoke College i Smith College, són també membres dels Five Colleges.
1978 marca una data important en la història de les Seven Sisters, ja que les set universitats són presidides per dones.
El 1969, Vassar College va esdevenir mixta i continua sent l'única en aquest cas. El 1963, la Universitat Harvard assumeix la cotutela de les estudiants de Radcliffe College (durant els quatre primers anys d'escolaritat). A partir de 1999, Radcliffe College és administrat completament per Harvard, fins i tot si les estudiants s'inscriuen al Radcliffe Institute for Advanced Study in Women's Studies.
Mentre que la dècada de 1960, hi havia unes 300 universitats (colleges) de dones als Estats Units en l'actualitat n'hi ha menys de 60. Però Bryn Mawr, Barnard, Mount Holyoke, Wellesley i Smith, les cinc que queden de les Set Germanes, estan prosperant, atraient a un nombre rècord de sol·licitants d'alt nivell, que se senten atretes per la seva història i la seva rellevància acadèmica.

## Fotografies

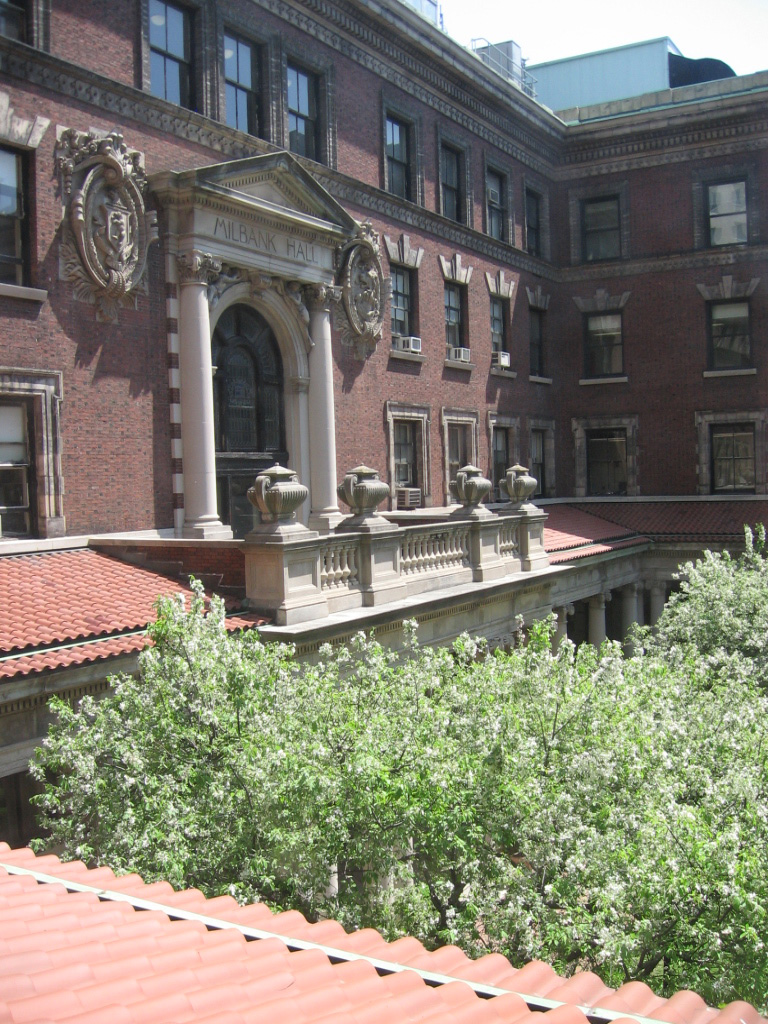
Barnard College
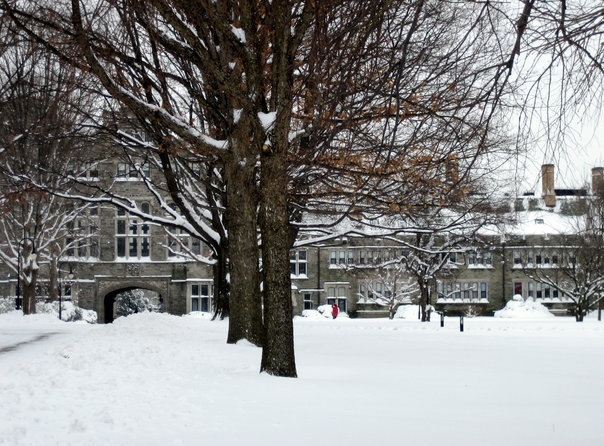
Bryn Mawr College's Pembroke Hall
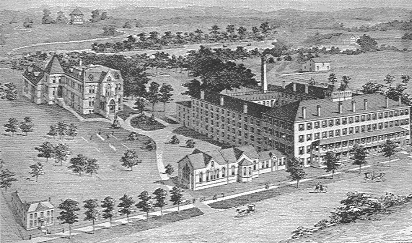
Mount Holyoke College (Mount Holyoke Female Seminary) el 1837
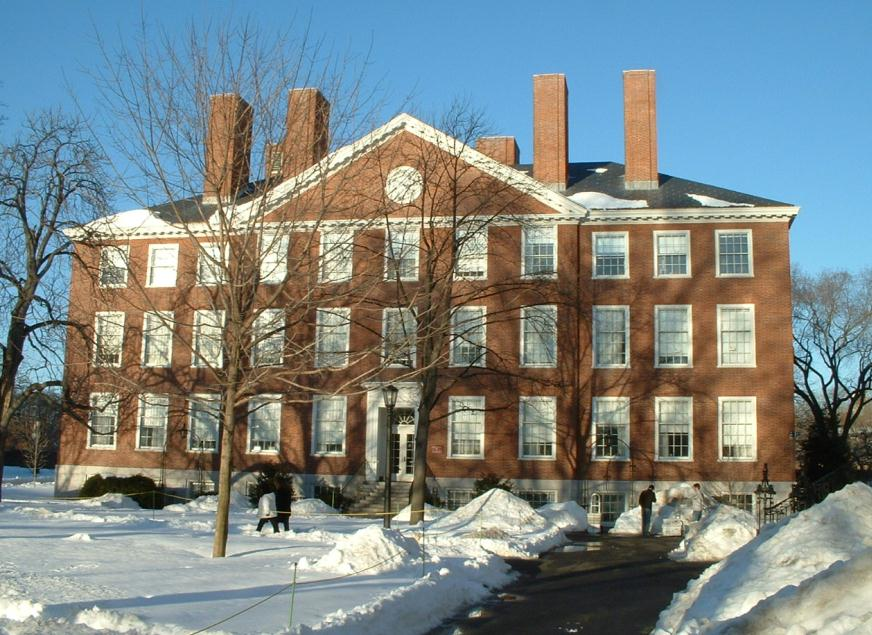
Radcliffe College
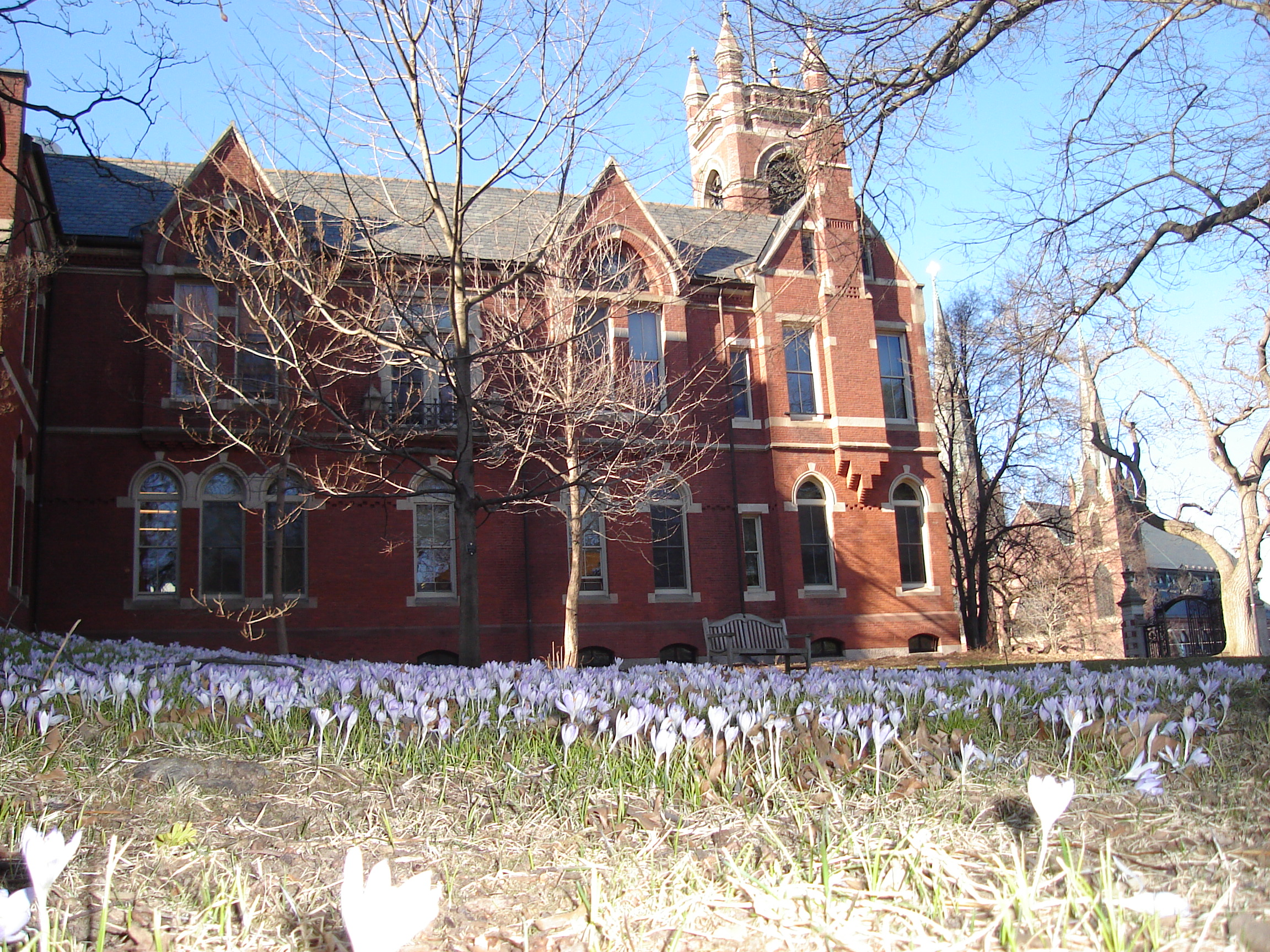
Smith College
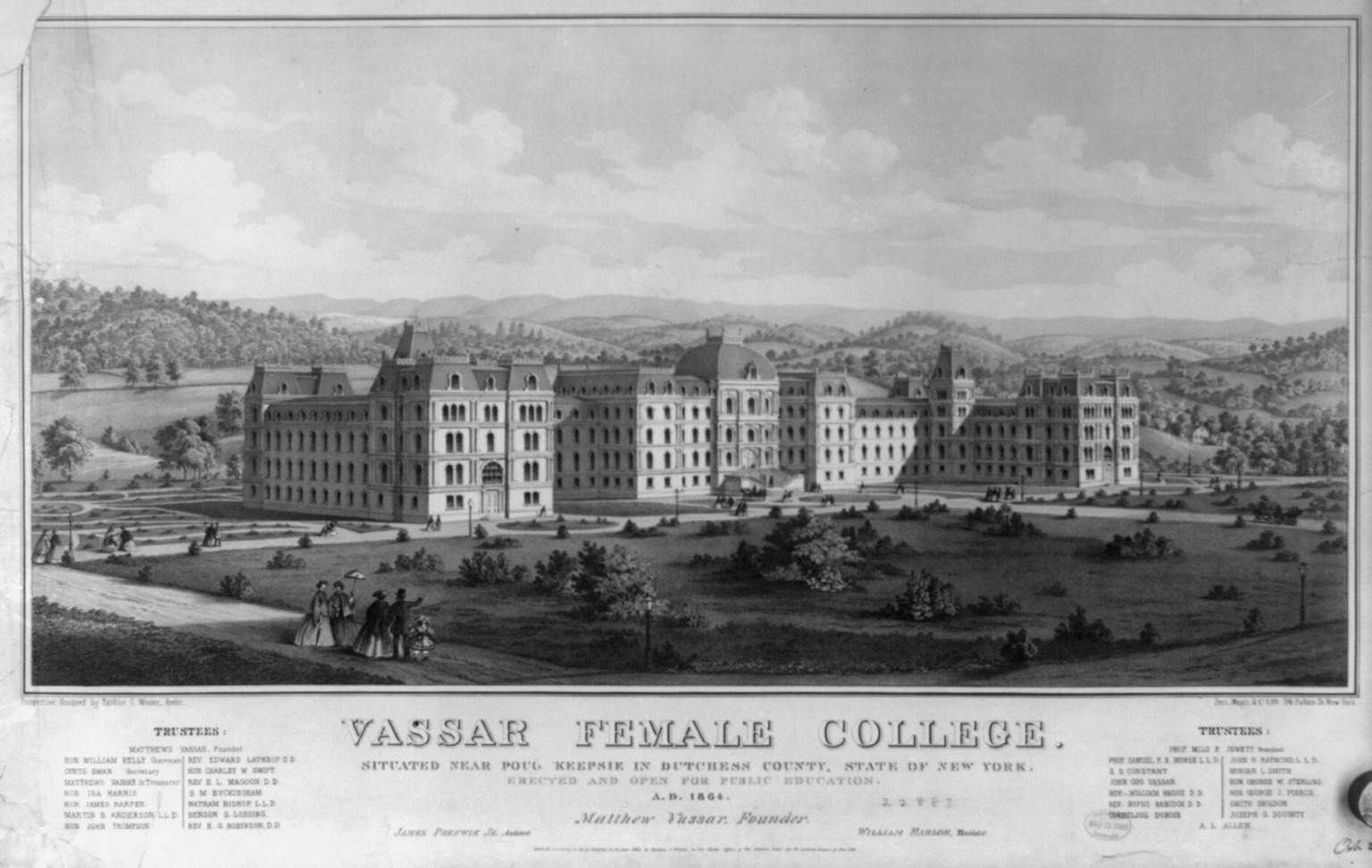
Vassar College